# Responsabile del servizio di prevenzione e protezione
Il responsabile del servizio di prevenzione e protezione (o RSPP) è una figura disciplinata nell'ordinamento giuridico italiano dal D.Lgs. 81/2008.
Tale figura fu introdotta in Italia per la prima volta dal D.Lgs. n. 626 del 19 settembre 1994, emanato in recepimento di diverse direttive europee riguardanti il miglioramento della sicurezza e della salute dei lavoratori durante il lavoro.

## Caratteristiche
Il responsabile del servizio di prevenzione e protezione è il soggetto (che può essere interno ad una azienda, un professionista esterno o il datore di lavoro stesso, in alcuni casi), nominato dal datore di lavoro ed in possesso di capacità e requisiti adeguati alla natura dei rischi presenti sul luogo di lavoro e relativi alle attività lavorative, che svolge i compiti di cui all'art. 33 del d.lgs. 81/08 e coordina il servizio di prevenzione e protezione (SPP), ovvero "l'insieme delle persone, sistemi e mezzi esterni o interni all'azienda finalizzati all'attività di prevenzione e protezione dai rischi professionali per i lavoratori" (art. 2 comma 1 lettera l del d.lgs. 81/2008 e successive modifiche ed integrazioni).

## Funzioni
Il responsabile del servizio di prevenzione e protezione è una
La nomina dell'RSPP è uno degli obblighi non delegabili del datore di lavoro (Decreto legislativo 9 aprile 2008, n. 81, articolo 17).
Il responsabile del servizio di prevenzione e protezione collabora con il datore di lavoro, il medico competente ed il rappresentante dei lavoratori per la sicurezza (RLS) alla realizzazione del Documento di valutazione dei rischi (DVR).
Più nello specifico questi deve provvedere:
- all’individuazione dei fattori di rischio, alla valutazione dei rischi e all’individuazione delle misure per la sicurezza e la salubrità degli ambienti di lavoro, nel rispetto della normativa vigente sulla base della specifica conoscenza dell’organizzazione aziendale;
- ad elaborare, per quanto di competenza, le misure preventive e protettive e i sistemi di controllo di tali misure;
- ad elaborare le procedure di sicurezza per le varie attività aziendali;
- a proporre i programmi di informazione e formazione dei lavoratori;
- a partecipare alle consultazioni in materia di tutela della salute e sicurezza sul lavoro, nonché alla riunione periodica;
- a fornire ai lavoratori le informazioni necessarie.

I componenti del servizio di prevenzione e protezione sono tenuti al segreto in ordine ai processi lavorativi di cui vengono a conoscenza nell’esercizio delle funzioni di cui al presente decreto legislativo. Il servizio di prevenzione e protezione è utilizzato dal datore di lavoro.
Il responsabile del servizio di prevenzione e protezione partecipa assieme al medico competente ed al rappresentante dei lavoratori per la sicurezza alla riunione periodica indetta annualmente dal datore di lavoro.
Deve essere nominato un RSPP obbligatoriamente interno all'azienda nei casi previsti dall'art. 31 comma 6 del d.lgs. 81/2008.
In alcune tipologie di aziende (art. 34 comma 1 ed allegato II del d.lgs. 81/2008) il datore di lavoro può svolgere direttamente i compiti propri del servizio di prevenzione e protezione dei rischi.

## Responsabilità
Il RSPP è un soggetto di prevenzione con compiti di consulenza che opera in posizione di neutralità.
I componenti del servizio aziendale di prevenzione, essendo semplici ausiliari del datore di lavoro, non possono venire chiamati a rispondere direttamente del loro operato, proprio perché difettano di un effettivo potere decisionale. Essi sono soltanto dei consulenti e i risultati dei loro studi e delle loro elaborazioni, come avviene in qualsiasi altro settore dell'amministrazione dell'azienda (ad esempio, in campo fiscale, tributario, giuslavoristico, ecc.), vengono fatti propri da chi li ha scelti sulla base di un rapporto di affidamento liberamente instaurato e della loro opera si avvale per meglio ottemperare agli obblighi di cui è esclusivo destinatario. In altre parole l'RSPP ha il compito di coadiuvare il datore di lavoro nell'assolvimento dei suoi doveri, fornendogli quelle competenze tecniche ed organizzative di cui ha bisogno, attesa la varietà e complessità degli interventi diretti a garantire la tutela della salute e della sicurezza dei dipendenti, ma non ha autonomo obbligo di effettuare controlli sulla effettiva applicazione dei presidi antinfortunistici, in quanto privo di quella posizione di garanzia che il legislatore ha identificato espressamente in capo al datore di lavoro, al dirigente e al preposto, nell'ambito delle loro rispettive attribuzioni e competenze.
La norma che ha istituzionalizzato il servizio di prevenzione e protezione non ha identificato un nuovo garante della sicurezza, né ha inteso trasferire su di esso quote di posizione di garanzia già attribuite al datore di lavoro, al dirigente e al preposto. Solo chi è giuridicamente obbligato ad agire per attuare i precetti contenuti nella normativa sulla sicurezza e igiene sul lavoro è correlativamente il responsabile della loro violazione. Tutti gli altri soggetti, non avendo obblighi di determinarsi per realizzare la sicurezza, non possono essere chiamati a rispondere della omissione di presidi antinfortunistici obbligatori. Nonostante ciò, non è infrequente rilevare un orientamento di alcuni magistrati che, a fronte della causazione di un evento lesivo di danno occorso ad un lavoratore per omissioni di adeguati presidi antinfortunistici, oltre a rilevare la responsabilità dei soggetti obbligati giuridicamente ad attivarsi per impedire l'infortunio (datore di lavoro, dirigenti, preposti), contestino, a titolo di cooperazione colposa ex art. 113 c.p., anche all'RSPP la responsabilità per aver concorso nell'omissione.
Nell'altalenante atteggiamento che la Corte di Cassazione sta assumendo nei confronti della responsabilità della figura del responsabile del servizio di prevenzione e protezione a seguito di eventi infortunistici, si annovera una sentenza della Suprema Corte, con la quale vengono messi a fuoco sia i limiti delle responsabilità fra la figura del RSPP e quelle del datore di lavoro, del dirigente e del preposto previste dalle norme di prevenzione degli infortuni sul lavoro sia il rapporto fra loro di queste figure medesime. Da un lato, infatti, viene ribadito che il dirigente ed il preposto sono, per quanto di loro competenza, responsabili iure proprio degli obblighi di sicurezza sul lavoro, indipendentemente dalla eventuale delega fornita loro dal datore di lavoro, e dall'altra viene confermato che la nomina di un RSPP, benché questa figura sia munita di una qualifica specifica, non esime il datore di lavoro dall'acquisire in ogni caso la figura del garante della sicurezza. Nell'assolvere ai suoi compiti, prosegue la Corte di Cassazione, il responsabile del servizio di prevenzione opera per conto del datore di lavoro “il quale è persona che giuridicamente si trova nella posizione di garanzia, poiché l'obbligo di effettuare la valutazione e di elaborare il documento contenente le misure di prevenzione e protezione, in collaborazione con il responsabile del servizio, fa capo a lui stesso”. Secondo la Cassazione, in altri termini, il responsabile del servizio di prevenzione e protezione è una sorta di consulente del datore di lavoro ed i risultati dei suoi studi e delle sue elaborazioni, come avviene in qualsiasi altro settore dell'azienda, devono essere fatti propri dal datore di lavoro che lo ha scelto, con la conseguenza che è quest'ultimo che viene comunque chiamato a rispondere delle sue eventuali negligenze.

## Requisiti e formazione
Le capacità ed i requisiti culturali e professionali del RSPP sono individuati dall'art. 32 del d.lgs. 81/2008 e ss.mm.ii.
Per poter ricoprire le funzioni del responsabile del servizio di prevenzione e protezione, è necessario essere in possesso di un titolo di studio non inferiore al diploma di scuola media superiore ed avere conseguito gli attestati relativi a specifici corsi di formazione abilitanti, denominati comunemente "modulo A", "modulo B" e "modulo C".
Il modulo A, la cui durata prevista è di 28 ore. È un credito formativo permanente, non necessita quindi di aggiornamenti, è propedeutico ai moduli B e C; esso costituisce il corso generale di base e riguarda tematiche generali quali la normativa di riferimento, i soggetti del sistema prevenzione (datore di lavoro, lavoratori, dirigenti, preposti, RSPP, medico competente, rappresentante dei lavoratori per la sicurezza (RLS), progettisti, lavoratori autonomi, ecc.). Inoltre vengono espressi concetti quali rischio biologico, chimico, fisico, elettrico, da rumore, da vibrazioni, da sovraccarico biomeccanico, da agenti cancerogeni e mutageni, amianto, atmosfere esplosive (ATEX), da incidenti rilevanti ed altre tipologie di rischio.
Il modulo B costituisce il corso di specializzazione e si articola in macro-settori definiti considerando i rischi in base alla classificazione dei settori ATECO. Non è propedeutico al modulo C. I macro-settori sono 9 e riguardano: industria, agricoltura, pesca, estrazione minerali, industria chimica, sanità e servizi sociali, pubblica amministrazione, attività artigianali, ecc.). L’articolazione degli argomenti formativi e delle aree tematiche del modulo B è strutturata prevedendo un modulo comune a tutti i settori produttivi della durata di 48 ore. Il suddetto modulo B comune è esaustivo per tutti i settori produttivi ad eccezione di quattro per i quali il percorso deve essere integrato con la frequenza di ulteriori moduli di specializzazione, che sono:
- Agricoltura – Pesca (12 ore)
- Cave – Costruzioni (16 ore)
- Sanità residenziale (12 ore)
- Chimico – Petrolchimico (16 ore)

Come indicato nell'art. 32 comma 5 del D. Lgs. 9/4/2008 n. 81 i laureati (nelle classi di laurea elencate nel decreto) sono esonerati dalla frequenza e superamento dei moduli A e B.
Il modulo C è di specializzazione, della durata di 24 ore, escluse le verifiche di apprendimento finali. È un credito formativo permanente, non necessita quindi di aggiornamenti, è per soli RSPP e riguarda la formazione sulla prevenzione e sulla protezione dei rischi psicosociali, di natura ergonomica, da organizzazione del lavoro, da turnazione e derivanti da stress lavoro-correlato.
Possono inoltre svolgere le funzioni di responsabile coloro che, pur non essendo in possesso di un titolo di studio non inferiore al diploma di scuola media superiore, dimostrino di aver svolto la funzione di RSPP, professionalmente o alle dipendenze di un datore di lavoro, almeno da sei mesi alla data del 13 agosto 2003 previo svolgimento dei corsi secondo quanto sopra indicato.
I responsabili e gli addetti dei servizi di prevenzione e protezione sono inoltre tenuti a frequentare i corsi di aggiornamento secondo gli indirizzi stabiliti dell'accordo Stato/Regione del 7 luglio 2016. Tale accordo prevede che le ore minime complessive dell’aggiornamento siano fissate in base al ruolo svolto e sono rispettivamente:
- ASPP: 20 ore nel quinquennio;
- RSPP: 40 ore nel quinquennio.

È preferibile che il monte ore complessivo di aggiornamento sia distribuito nell’arco temporale del quinquennio.
Per i corsi di aggiornamento sono richiesti:
- un numero massimo di partecipanti ad ogni corso pari a 35;
- la tenuta del registro di presenza dei partecipanti da parte del soggetto che realizza il corso.

L’aggiornamento può essere ottemperato anche per mezzo della partecipazione a convegni o seminari, a condizione che essi trattino delle materie o i cui contenuti siano coerenti con quanto indicato nel presente paragrafo, e comunque per un numero di ore che non può essere superiore al 50% del totale di ore di aggiornamento complessivo:
- ASPP: 10 ore;
- RSPP: 20 ore.

Per ciascun convegno o seminario è richiesta la tenuta del registro di presenza dei partecipanti da parte del soggetto che realizza l'iniziativa e non vi è alcun vincolo sul numero massimo di partecipanti.

## Svolgimento diretto delle funzioni di RSPP da parte del datore di lavoro
Il datore di lavoro può svolgere direttamente i compiti propri del servizio di prevenzione e protezione dai rischi, di primo soccorso, nonché di prevenzione incendi e di evacuazione, dandone preventiva informazione al rappresentante dei lavoratori per la sicurezza, nel caso di aziende artigiane e industriali fino a 30 lavoratori, aziende agricole e zootecniche fino a 30 lavoratori, aziende della pesca fino a 20 lavoratori e altre aziende fino a 200 lavoratori, fatta eccezione per:
- le aziende industriali di cui all'articolo 2 del decreto legislativo 17 agosto 1999, n. 334, e successive modificazioni, soggette all'obbligo di notifica o rapporto, ai sensi degli articoli 6 e 8 del medesimo decreto;
- le centrali termoelettriche;
- gli impianti ed installazioni di cui agli articoli 7, 28 e 33 del decreto legislativo 17 marzo 1995, n. 230, e successive modificazioni;
- le aziende per la fabbricazione ed il deposito separato di esplosivi, polveri e munizioni;
- le aziende industriali con un massimo di 200 lavoratori;
- le industrie estrattive fino a 50 lavoratori;
- le strutture di ricovero e cura pubbliche e private con oltre 50 lavoratori.

Sempre ad esclusione delle fattispecie sopra evidenziate, nelle imprese o unità produttive fino a cinque lavoratori il datore di lavoro può svolgere direttamente i compiti di primo soccorso, nonché di prevenzione incendi e di evacuazione, anche in caso di affidamento dell’incarico di responsabile del servizio di prevenzione e protezione a persone interne all’azienda o all’unità produttiva o a servizi esterni, dandone preventiva informazione al rappresentante dei lavoratori per la sicurezza e previa frequenza degli specifici corsi di formazione previsti agli articoli 45 (primo soccorso) e 46 (prevenzione incendi) del D.Lgs 81/08.
Il datore di lavoro che intende svolgere i compiti del servizio di prevenzione e protezione dai rischi deve frequentare corsi di formazione, di durata minima di 16 ore e massima di 48 ore, adeguati alla natura dei rischi presenti sul luogo di lavoro e relativi alle attività lavorative, nel rispetto dei contenuti e delle articolazioni definiti mediante accordo in sede di Conferenza permanente per i rapporti tra lo Stato, le regioni e le province autonome di Trento e di Bolzano del 21 dicembre 2011, oltre a specifici corsi di aggiornamento. L’aggiornamento è obbligatorio anche per coloro che abbiano frequentato i corsi di cui all'articolo 3 del decreto ministeriale 16 gennaio 1997 e agli esonerati dalla frequenza dei corsi, ai sensi dell'articolo 95 del decreto legislativo 19 settembre 1994, n. 626.
Con accordo assunto in sede di Conferenza Stato Regione del 21 dicembre 2011 sono stati individuati i contenuti, le articolazioni e le modalità di espletamento del percorso formativo e dell’aggiornamento per il datore di lavoro che intende svolgere, nei casi previsti dal decreto stesso, i compiti propri del servizio di prevenzione e protezione dai rischi. Il suddetto percorso formativo contempla corsi di formazione di durata minima di 16 ore e una massima di 48 ore in funzione della natura dei rischi presenti sul luogo di lavoro, delle modalità di organizzazione del lavoro e delle attività lavorative svolte. Durata e contenuti dei corsi di seguito specificati sono da considerarsi minimi. I soggetti formatori, d’intesa con il datore di lavoro, qualora lo ritengano opportuno, possono organizzare corsi di durata superiore e con ulteriori contenuti “specifici” ritenuti migliorativi dell’intero percorso. Ai fini di un migliore adeguamento delle modalità di apprendimento e formazione all’evoluzione dell’esperienza e della tecnica e nell’ambito delle materie che non richiedano necessariamente la presenza fisica dei discenti e dei docenti, viene consentito l’impiego di piattaforme e-learning per lo svolgimento del percorso formativo. I corsi non ricomprendono la formazione necessaria per svolgere i compiti relativi all’attuazione delle misure di prevenzione incendi e lotta antincendio, e di primo soccorso e, comunque, di gestione dell’emergenza. Per tale formazione si rimanda alle disposizioni indicate all’articolo 37, comma 9; e agli articoli 45, comma 2, e 46, comma 3, lettera b) e comma 4, del D.Lgs. n. 81/08.

## Legislazione di riferimento
- D.lgs. 81/2008
- Accordi Stato-Regioni